# 隆巴德帕波足球俱樂部
隆巴德帕帕足球俱樂部（Lombard-Pápa TFC）是匈牙利的一家足球俱樂部。主場位於帕波。球隊目前參加匈牙利足球乙級聯賽的賽事。 

## 外部連結
- Official website （匈牙利文）